# Шатоне (Изер)
Шатоне (фр. Châtonnay) насеље је и општина у источној Француској у региону Рона-Алпи, у департману Изер која припада префектури Вјен.
По подацима из 2011. године у општини је живело 1923 становника, а густина насељености је износила 60,4 становника/km². Општина се простире на површини од 31,84 km². Налази се на средњој надморској висини од 452 метара (максималној 615 m, а минималној 424 m).

## Демографија
| 1962. | 1968. | 1975. | 1982. | 1990. | 1999. | 2011. |
| ----- | ----- | ----- | ----- | ----- | ----- | ----- |
| 961   | 1.056 | 1.096 | 1.220 | 1.341 | 1.424 | 1.923 |

График промене броја становника у току последњих година